# Octavia Spencer

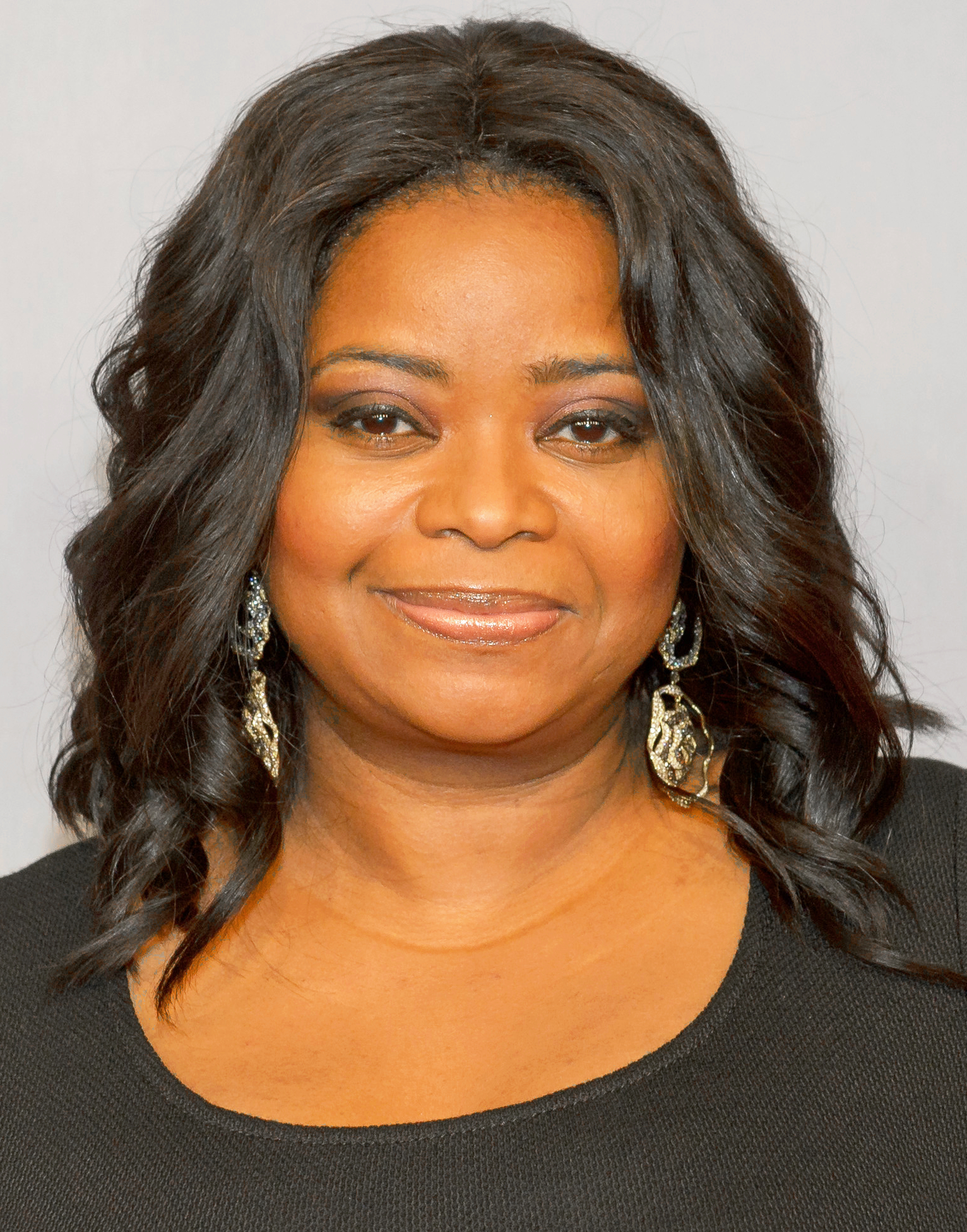
Octavia Spencer (2016)

Octavia Lenora Spencer (* 25. Mai 1970 in Montgomery, Alabama) ist eine US-amerikanische Schauspielerin sowie Oscar- und Golden-Globe-Preisträgerin.

## Leben
Spencer wurde als sechstes von sieben Kindern in Montgomery geboren. Sie absolvierte ihren High-School-Abschluss 1988 an der Jefferson Davis High School und machte anschließend ihren Bachelor in Liberal Arts an der Auburn University.
Octavia Spencer hatte eine Nebenrolle in Alles Betty! als Constance Grady und war in einem kurzen Auftritt mit Scout Taylor-Compton in Halloween II zu sehen. Für ihre Darstellung in dem Bürgerrechts-Drama The Help erhielt sie 2012 den Golden Globe Award sowie den Oscar jeweils als Beste Nebendarstellerin. 2012 stand sie neben Chris Evans, John Hurt, Tilda Swinton, Kang-ho Song und Jamie Bell für Joon-ho Bongs SciFi-Thriller Snowpiercer vor der Kamera. 2017 wurde sie für ihre Darstellung der Mathematikerin Dorothy Vaughan im Film Hidden Figures – Unerkannte Heldinnen für einen Oscar und Golden Globe als Beste Nebendarstellerin nominiert. Im selben Jahr spielte sie gemeinsam mit Sally Hawkins und Michael Shannon in Guillermo del Toros Fantasy-Romanze Shape of Water – Das Flüstern des Wassers, welche bei den Academy Awards 2018 u. a. als bester Film ausgezeichnet wurde. 2018 spielte Spencer in dem Film Plötzlich Familie mit. 2019 spielte sie die Hauptrolle in dem Horrorfilm Ma.
Octavia Spencer trat auch als Autorin von Kinderbüchern hervor. Sie brachte zwei Bände der Serie Randi Rhodes, Ninja Detective heraus: The Case of the Time-Capsule Bandit (2013) und The Sweetest Heist in History (2015).

## Filmografie (Auswahl)
- 1996: Die Jury (A Time to Kill)
- 1998: Emergency Room – Die Notaufnahme (ER, Fernsehserie)
- 1999: Der Diamanten-Cop (Blue Streak)
- 1999: Ungeküsst (Never Been Kissed)
- 1999: Chicago Hope – Endstation Hoffnung (Chicago Hope, Fernsehserie)
- 1999: Akte X – Die unheimlichen Fälle des FBI (The X-Files, Fernsehserie)
- 1999: Being John Malkovich
- 2000: Just Shoot Me – Redaktion durchgeknipst (Just Shoot Me!, Fernsehserie)
- 2000: Big Mama’s Haus (Big Momma’s House)
- 2000: Becker (Fernsehserie)
- 2000: Malcolm mittendrin (Malcolm in the Middle, Fernsehserie)
- 2001: Keine Gnade für Dad (Grounded for Life, Fernsehserie)
- 2001: Dharma & Greg (Fernsehserie)
- 2001, 2002: Titus (Fernsehserie)
- 2002: Spider-Man
- 2002, 2005: New York Cops – NYPD Blue (NYPD Blue, Fernsehserie)
- 2003: S.W.A.T. – Die Spezialeinheit (S.W.A.T.)
- 2003: Natürlich blond 2 (Legally Blonde 2: Red, White & Blonde)
- 2004: Total verknallt in Tad Hamilton (Win a Date with Tad Hamilton)
- 2004–2005: LAX (Fernsehserie)
- 2005: Beauty Shop
- 2005: Coach Carter
- 2005: Miss Undercover 2 – Fabelhaft und bewaffnet (Miss Congeniality 2: Armed and Fabulous)
- 2005: CSI: NY (Fernsehserie)
- 2005: Medium – Nichts bleibt verborgen (Medium, Fernsehserie)
- 2007: Ugly Betty (Fernsehserie)
- 2008: Sieben Leben (Seven Pounds)
- 2008: Die Zauberer vom Waverly Place (Wizards of Waverly Place, Fernsehserie)
- 2008: CSI: Vegas (CSI: Crime Scene Investigation, Fernsehserie)
- 2008: The Big Bang Theory (Fernsehserie)
- 2009: Just Peck
- 2009: Halloween II
- 2010: The Dennis Schäfner Show
- 2010: Beweis der Kinder
- 2010: Dinner für Spinner (Dinner for Schmucks)
- 2011: Flypaper – Wer überfällt hier wen? (Flypaper)
- 2011: The Help
- 2012: Smashed
- 2012: Blues for Willadean
- 2013: 30 Rock (Fernsehserie, Episode 7×09)
- 2013: Nächster Halt: Fruitvale Station (Fruitvale Station)
- 2013: Lost on Purpose
- 2013: Nennt mich verrückt! (Call Me Crazy: A Five Film, Fernsehfilm)
- 2013: Snowpiercer
- 2013: Percy Jackson – Im Bann des Zyklopen (Percy Jackson: Sea of Monsters, Stimme)
- 2013: Paradise
- 2013–2015: Mom (Fernsehserie, 9 Episoden)
- 2014: Get on Up
- 2014: Black or White
- 2014–2015: Red Band Society (Fernsehserie, 13 Episoden)
- 2015: Die Bestimmung – Insurgent (The Divergent Series: Insurgent)
- 2016: Gilly Hopkins – Eine wie keine (The Great Gilly Hopkins)
- 2016: Zoomania (Zootopia, Stimme von Mrs. Otterton)
- 2016: Die Bestimmung – Allegiant (The Divergent Series: Allegiant)
- 2016: Bad Santa 2
- 2016: Car Dogs
- 2016: Hidden Figures – Unerkannte Heldinnen (Hidden Figures)
- 2017: Die Hütte – Ein Wochenende mit Gott (The Shack)
- 2017: Small Town Crime
- 2017: Begabt – Die Gleichung eines Lebens (Gifted)
- 2017: Shape of Water – Das Flüstern des Wassers (The Shape of Water)
- 2018: Ein Kind wie Jake (A Kid Like Jake)
- 2018: Plötzlich Familie (Instant Family)
- 2019: Luce
- 2019: Ma
- seit 2019: Truth Be Told: Der Wahrheit auf der Spur (Truth Be Told, Fernsehserie)
- 2020: Die fantastische Reise des Dr. Dolittle (Dolittle, Stimme von Dab-Dab)
- 2020: Onward: Keine halben Sachen (Onward, Stimme)
- 2020: Self Made: Das Leben von Madam C.J. Walker (Fernsehserie)
- 2020: Hexen hexen (The Witches)
- 2020: Superintelligence
- 2021: Thunder Force
- 2021: Encounter
- 2022: Spirited
- 2025: Tow

## Auszeichnungen (Auswahl)
Oscar
- 2012: Auszeichnung als Beste Nebendarstellerin (The Help)
- 2017: Nominierung als Beste Nebendarstellerin (Hidden Figures – Unerkannte Heldinnen)
- 2018: Nominierung als Beste Nebendarstellerin (Shape of Water – Das Flüstern des Wassers)

Golden Globe Award
- 2012: Auszeichnung als Beste Nebendarstellerin (The Help)
- 2017: Nominierung als Beste Nebendarstellerin (Hidden Figures – Unerkannte Heldinnen)[7]
- 2018: Nominierung als Beste Nebendarstellerin (Shape of Water – Das Flüstern des Wassers)

Critics’ Choice Movie Award
- Dez. 2016: Nominierung als Teil des Besten Schauspielensembles (Hidden Figures – Unerkannte Heldinnen)

NAACP Image Award
- 2017: Nominierung als Beste Nebendarstellerin (Hidden Figures – Unerkannte Heldinnen)[8]

National Board of Review
- 2016: Auszeichnung als Teil des Besten Ensembles (Hidden Figures – Unerkannte Heldinnen)[9]

Satellite Award
- 2016: Nominierung als Beste Nebendarstellerin (Hidden Figures – Unerkannte Heldinnen)
- 2016: Auszeichnung als Teil des Best Ensemble: Motion Picture (Hidden Figures – Unerkannte Heldinnen)[10]

Screen Actors Guild Award
- 2012: Auszeichnung als Beste Nebendarstellerin (The Help)
- 2012: Auszeichnung als Mitglied des Besten Schauspielensembles in einem Film (The Help)
- 2017: Nominierung als Beste Nebendarstellerin (Hidden Figures – Unerkannte Heldinnen)
- 2017: Auszeichnung als Mitglied des Besten Schauspielensembles in einem Film (Hidden Figures – Unerkannte Heldinnen)[11][12]

British Academy Film Award
- 2012: Auszeichnung als Beste Nebendarstellerin (The Help)
- 2018: Nominierung als Beste Nebendarstellerin (Shape of Water – Das Flüstern des Wassers)